# Carole Maurel
Pour les articles homonymes, voir Maurel.
Carole Maurel est une scénariste et dessinatrice française, active dans l'animation et la bande dessinée née en 1980.

## Biographie
Avant d'être connue comme dessinatrice de bandes-dessinées, Carole Maurel commence sa carrière dans le cinéma d'animation après l'avoir étudié durant trois ans à l'école des Gobelins.
Elle entre dans le milieu de la bande-dessinée en 2012 avec un album collectif intitulé Les Chroniques Mauves abordant le sujet de l'homosexualité féminine. Cette thématique se retrouve dans la bande-dessinée Coming In publiée en 2021, adaptation du podcast documentaire d'Élodie Font dont elle signe l'illustration.
S'associant à Navie (scénario), Carole Maurel livre le dessin de la bande dessinée Collaboration horizontale (Delcourt, 2017), qui porte sur une Française amoureuse d'un Allemand à Paris sous l'Occupation.
Elle est membre du collectif des créatrices de bande dessinée contre le sexisme.

## Publications
- Comme chez toi (dessin et scénario), KSTR, 2013  (ISBN 220306398X).
- L'Apocalypse selon Magda (dessin), avec Chloé Vollmer-Lo (scénario), Delcourt, coll. « Mirages, 2015  (ISBN 9782756063072).
- Luisa ici et là (dessin et scénario), La Boîte à bulles, coll. « Clef des champs », 2016  (ISBN 9782849532263).
- Collaboration horizontale (dessin), avec Navie (scénario), Delcourt, coll. « Mirages », 2017  (ISBN 9782756065717).
- Écumes (dessin), avec Ingrid Chabbert (scénario), Steinkis, 2017  (ISBN 9782368460030).
- En attendant Bojangles (dessin), avec Ingrid Chabbert (scénario), Steinkis, 2017  (ISBN 9782368461099).
- Eden (dessin), avec Fabrice Colin (scénario), Rue de Sèvres :

1. Le Visage des Sans-noms, 2018  (ISBN 9782369814511).
2. L'Âme des inspirés, 2019  (ISBN 9782369816614).

- Léa Bordier (scénario), Cher corps[6], Éditions Delcourt, 2019  (ISBN 978-2-413-01359-4)
- Jeannot (dessin), avec Loïc Clément (scénario). Les contes perdus, édition Delcourt, 2020  (ISBN 978-2413019657)
- Nellie Bly - Dans l'antre de la folie[7], scénario de Virginie Ollagnier, Glénat, coll. Karma, 2021  (ISBN 978-2-344-03346-3)
- Coming In (dessin), scénario d'Élodie Font (auteure), 2021, Payot Graphic, Arte éditions  (ISBN 9782228929097)
- Merlin (dessin), avec Loïc Clément (scénario). Les contes perdus, édition Delcourt, 2022
- L'Institutrice (dessin), scénario d'Yves Lavandier, Albin Michel :

1. Ne fais pas à autrui..., avril 2022  (ISBN 9782226453990).
2. Les enfants de Surcouf, octobre 2022.

- Bobigny 1972 (dessin et couleur) avec Marie Bardiaux-Vaïente (scénario), éditions Glénat, 2024  (ISBN 9782344045664).

## Récompenses
- 2016 : prix du meilleur album en langue étrangère au festival international de la bande dessinée d'Alger pour Luisa ici et là[8] ;
- 2017 : Prix Artémisia Avenir pour L'Apocalypse selon Magda (avec Chloé Vollmer-Lo)[9] ;
- 2019 : Prix Harvey du meilleur livre européen pour Écumes (avec Ingrid Chabbert)[10].
- 2022 : Prix Artémisia Investigation pour Nellie Bly (avec Virginie Ollagnier)[11]